# Willem Hendrik de Beaufort (1775-1829)
Willem Hendrik de Beaufort (IJsselstein, 12 juli 1775 - Utrecht, 21 april 1829) was een telg uit het geslacht de Beaufort. Hij was lid van het College van Gedeputeerde Staten van de provincie Utrecht, curator en president-curator van de Universiteit van Utrecht en de stichter van het Landgoed Den Treek bij Leusden.
In de familie wordt hij veelal aangeduid als Willem Hendrik (I) de Beaufort, omdat in latere generaties nog verschillende familieleden met de naam Willem Hendrik werden geboren.

## Biografie
Willem Hendrik de Beaufort werd op 12 juli 1775 geboren op kasteel IJsselstein als zoon van Joachim Ferdinand de Beaufort (1719-1807) en Anna Digna van Gelre (Zierikzee, 15 oktober 1734 - IJsselstein, 22 april 1779). Hij behoorde tot de zesde generatie van het geslacht De Beaufort.
Hij kreeg onderwijs van de jurist Wennemer Hendrik Droghoorn, die in 1784 door zijn vader als gouverneur werd aangesteld. In 1792 verhuisde Willem Hendrik naar het huis van zijn privé-docent in Utrecht. In datzelfde jaar ging hij ook studeren aan de Universiteit van Utrecht. Hij studeerde rechten, maar het is niet duidelijk of hij die studie heeft afgerond. In ieder geval bleef hij bij Droghoorn wonen, tot hij trouwde.
Op 9 oktober 1796 trouwde Willem Hendrik de Beaufort met Cornelia Anna van Westrenen (1777-1839). Uit dit huwelijk werden zeven kinderen geboren. De eerste drie jaren van hun huwelijk woonden Willem Hendrik en Cornelia Anna op huize Broekbergen te Driebergen.
Kort na zijn huwelijk werd Willem Hendrik gevraagd om lid te worden van het Provinciaal Utrechts Genootschap van Kunsten en Wetenschappen (PUG). Vijf jaar later zou hij worden benoemd tot bestuurslid van het Genootschap en dat zou hij tot zijn dood blijven.
20 Augustus 1800 kocht de Beaufort een huis aan het Janskerkhof in Utrecht.
W.H. de Beaufort was een overtuigd orangist. Hij wilde na 1801 niet toetreden tot het openbaar bestuur, alhoewel daartoe formeel mogelijkheden waren. Wel werd hij op 20 december 1805 lid van de Commissie van Landbouw van het Departement Utrecht. Al snel werd hij (bezoldigd) secretaris van deze commissie. Zijn hart lag bij de landbouw. In 1807 kocht hij in de omgeving van Leusden een bescheiden buitenplaats met een nog grotendeels agrarisch karakter, genaamd Den Treek. Deze wat uitgebouwde boerenhofstede was een van de 26 hoeven die samen de marke van de Leusderberg vormden. Agrarische zaken gingen de kern van het bestaan van de Beaufort vormen. Hij is een mooi voorbeeld van dat deel van de negentiende-eeuwse elite, dat zich op het platteland en de landbouw oriënteerde. Toch was Den Treek alleen als zomerverblijf bedoeld. In de winter leefde de familie in Utrecht.

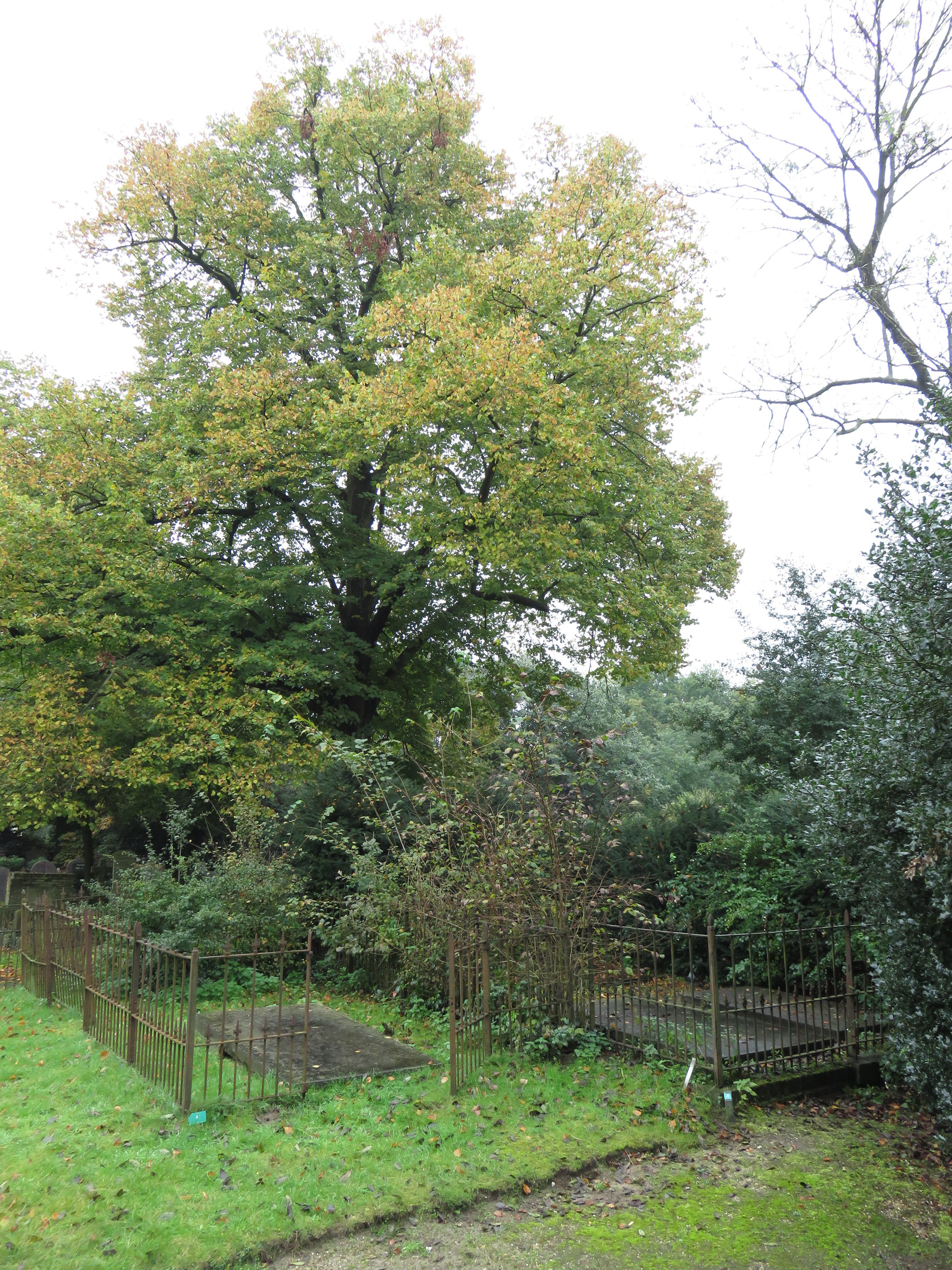
Het familiegraf van W.H. de Beaufort

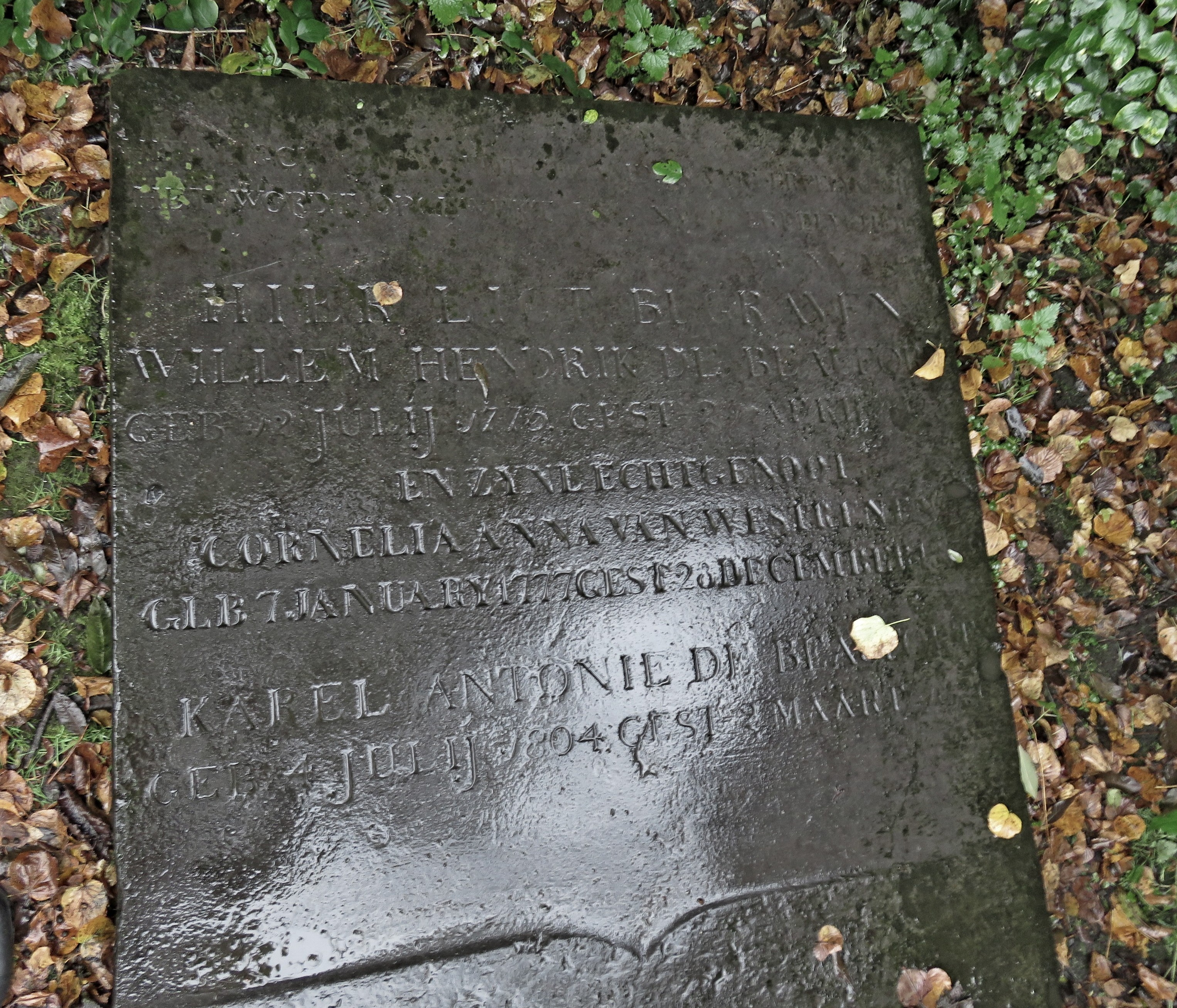
De grafsteen

Op 25 januari 1811 verkocht De Beaufort zijn huis aan het Janskerkhof in Utrecht, “voor bezuinigingen”, zoals zijn vrouw noteerde. Enkele jaren huurden ze kamers boven de tapissier en behanger Welter aan de Ganzenmarkt. Op 3 mei 1815 werd een huis in de Domsteeg als “winterkwartier” in gebruik genomen. Dat huis was eigendom van de vader van Cornelia Anna. Haar ouders woonden ernaast. Haar vader overleed op 13 november 1815. Toen haar moeder in 1817 overleed erfde ze beide huizen.
In de woelige dagen van november 1813 werd Willem Hendrik de Beaufort uitgenodigd zitting te nemen in het voorlopig bestuur van de stad en provincie Utrecht. Hij weigerde die uitnodiging, omdat hij, vanwege rondzwervende en ongedisciplineerde troepen, op Den Treek wilde blijven. Al snel daarna, in maart 1814, werd hij aangewezen om deel te nemen aan de vergadering van notabelen die in Amsterdam de nieuwe grondwet moesten beoordelen. Op 6 april 1814 werd hij benoemd tot lid van de adviescommissie over de samenstelling van de Staten van de Provincie Utrecht. Op 10 oktober 1814 werd Willem Hendrik de Beaufort benoemd tot lid van het College der Gedeputeerde Staten van Utrecht, als lid van “de eigen erfden”. Hij zou tot 1825 lid van dit college blijven.
Op 16 oktober 1815 werd Willem Hendrik de Beaufort door koning Willem I aangesteld als curator van de Utrechtse Universiteit. In 1819 werd hij president-curator. Zijn laatste vergadering leidde hij op 26 maart 1829.
W.H. de Beaufort overleed op 53-jarige leeftijd, op 21 april 1829, in zijn huis aan de Domsteeg te Utrecht. Hij is begraven op de begraafplaats Oud-Leusden, vlak naast de kerk van Oud-Leusden, waar heden ten dage alleen de toren nog van staat.
Toen zijn zoon Karel Antonie op 22-jarige leeftijd in 1826 overleed, had de Beaufort in alle haast een familiegraf in Leusden gekocht. In dit graf werd Willem Hendrik in 1829 bijgezet en zijn vrouw Cornelia Anna in 1839.
De tekst op de grafsteen luidt:
Het lichaam wordt gezaaid in verderfelijkheid / het wordt opgewekt in onverderfelijkheid

Cor. XV, v. 42
Hier ligt begraven

Willem Hendrik de Beaufort / geb. 12 Julij 1775 / gest. 21 April 1829

en zijne echtgenoot

Cornelia Anna van Westrenen / geb. 7 Januarij 1777 / gest. 28 December 1839
 

Karel Antonie de Beaufort / geb. 4 Julij 1804 / gest. 2 Maart 1826
Op de begraafplaats van Oud-Leusden bevinden zich nog vele andere graven van leden van de familie de Beaufort.
- Biografisch Portaal: 13372176
- International Standard Name Identifier: 0000 0003 8759 9986
- Nederlandse Thesaurus van Auteursnamen: 069864020
- Parlement.com: vg09llu123z9
- Virtual International Authority File: 280602698